# Pexopsis yemenensis
Pexopsis yemenensis là một loài ruồi trong họ Tachinidae.